# Uniunea Europeană de Gimnastică
Uniunea Europeană de Gimnastică este unul dintre cele patru foruri continentale care reprezintă Europa la Federația Internațională de Gimnastică. A fost fondată în 1982.
În 2008 uniunea avea 47 de membri.
| Federația                              | Țara                        | Anul afilieri |
| -------------------------------------- | --------------------------- | ------------- |
| Fédération Royale Belge de Gymnastique | Belgia                      | 1982          |
|                                        | Danemarca                   | 1982          |
|                                        | Spania                      | 1982          |
| Federația Franceză de Gimnastică       | Franța                      | 1982          |
| Gimnastică Britanică                   | Regatul Unit                | 1982          |
|                                        | Țările de Jos               | 1982          |
| Federația Italiană de Gimnastică       | Italia                      | 1982          |
|                                        | Luxemburg                   | 1982          |
|                                        | Norvegia                    | 1982          |
|                                        | Portugalia                  | 1982          |
|                                        | RFG                         | 1982          |
|                                        | San Marino                  | 1982          |
|                                        | Suedia                      | 1982          |
| Fédération Suisse de Gymnastique       | Elveția                     | 1982          |
|                                        | Turcia                      | 1982          |
|                                        | Liechtenstein               | 1983          |
|                                        | Cehoslovacia                | 1983          |
|                                        | Austria                     | 1984          |
|                                        | Finlanda                    | 1984          |
|                                        | Ungaria                     | 1984          |
|                                        | Republica Democrată Germană | 1985          |
|                                        | Bulgaria                    | 1985          |
|                                        | Polonia                     | 1986          |
|                                        | Cipru                       | 1986          |
|                                        | Grecia                      | 1986          |
| Asociația Irlandeză de Gimnastică      | Irlanda                     | 1986          |
|                                        | Islanda                     | 1986          |
|                                        | Uniunea Sovietică           | 1986          |
| Federația Română de Gimnastică         | România                     | 1987          |
|                                        | Iugoslavia                  | 1987          |
|                                        | Andorra                     | 1989          |
|                                        | Monaco                      | 1989          |
|                                        | Israel                      | 1989          |
|                                        | Belarus                     | 1992          |
|                                        | Estonia                     | 1992          |
|                                        | Letonia                     | 1992          |
|                                        | Lituania                    | 1992          |
|                                        | Rusia                       | 1992          |
|                                        | Ucraina                     | 1992          |
|                                        | Slovenia                    | 1992          |
|                                        | Croația                     | 1992          |
|                                        | Albania                     | 1993          |
|                                        | Armenia                     | 1993          |
|                                        | Georgia                     | 1993          |
|                                        | Slovenia                    | 1993          |
|                                        | Cehia                       | 1993          |
|                                        | Republica Moldova           | 1993          |
|                                        | Bosnia și Herțegovina       | 1995          |
|                                        | Azerbaidjan                 | 1996          |
|                                        | Macedonia de Nord           | 2002          |